# Rugby 7 en los Juegos Panamericanos
El rugby 7 es una de las tantas disciplinas de los Juegos Panamericanos.
El torneo se disputa desde 2011 en formato masculino y desde 2015 en categoría femenina.

## Historia
En una reunión de la Organización Deportiva Panamericana (ODEPA) en Río de Janeiro se votó por la inclusión del rugby 7 para los Juegos Panamericanos de 2011. Tal inclusión vino después de reuniones entre representantes de la ODEPA y la International Rugby Board (IRB) y una presentación del argentino Carlos Tozzi en calidad de presidente de PARA y miembro del consejo de la IRB.
Se jugó por primera vez en Guadalajara 2011, en la XVI edición de los Juegos. En esa oportunidad participaron 4 selecciones de la Confederación Sudamericana de Rugby y 4 de la North America Caribbean Rugby Association, el primer oro de la competencia fue obtenido por la selección de Canadá, la plata para Argentina y el bronce para Estados Unidos.
La edición de 2015 se realizó en Toronto, Canadá, y por primera vez se disputó el torneo femenino, resultando campeón el local en ambas categorías.
En la edición de 2019 realizada en Lima, Perú, en el torneo masculino coronó a la selección de Argentina, siendo el primer país que terminó con la hegemonía canadiense en la competencia, mientras tanto en la rama femenina el oro fue obtenido por Canadá.
El torneo 2023 se disputó en Santiago de Chile, obteniendo el oro por primera vez en la categoría femenina la selección de Estados Unidos, mientras que en la rama masculina, el seleccionado de Argentina obtuvo el bicampeonato.

## Torneo masculino

### Ediciones
| Evento           | Oro          | Plata        | Bronce         |
| ---------------- | ------------ | ------------ | -------------- |
| Guadalajara 2011 | Canadá       | Argentina    | Estados Unidos |
| Toronto 2015     | Canadá       | Argentina    | Estados Unidos |
| Lima 2019        | Argentina    | Canadá       | Estados Unidos |
| Santiago 2023    | Argentina    | Chile        | Canadá         |
| Lima 2027        | A disputarse | A disputarse | A disputarse   |

### Medallero
Actualizado hasta Santiago 2023
| Núm. | País           | Oro | Plata | Bronce | Total |
| ---- | -------------- | --- | ----- | ------ | ----- |
| 1    | Argentina      | 2   | 2     | 0      | 4     |
| 2    | Canadá         | 2   | 1     | 1      | 4     |
| 3    | Chile          | 0   | 1     | 0      | 1     |
| 4    | Estados Unidos | 0   | 0     | 3      | 3     |
|      | Total          | 4   | 4     | 4      | 12    |

## Torneo femenino

### Ediciones
| Evento        | Oro            | Plata          | Bronce       |
| ------------- | -------------- | -------------- | ------------ |
| Toronto 2015  | Canadá         | Estados Unidos | Brasil       |
| Lima 2019     | Canadá         | Estados Unidos | Colombia     |
| Santiago 2023 | Estados Unidos | Canadá         | Brasil       |
| Lima 2027     | A disputarse   | A disputarse   | A disputarse |

### Medallero
Actualizado hasta Santiago 2023
| Núm. | País           | Oro | Plata | Bronce | Total |
| ---- | -------------- | --- | ----- | ------ | ----- |
| 1    | Canadá         | 2   | 1     | 0      | 3     |
| 2    | Estados Unidos | 1   | 2     | 0      | 3     |
| 3    | Brasil         | 0   | 0     | 2      | 2     |
| 4    | Colombia       | 0   | 0     | 1      | 1     |
|      | Total          | 3   | 3     | 3      | 9     |

## Medallero histórico ambas ramas
Actualizado hasta Santiago 2023
| # | País           | Oro | Plata | Bronce | Total |
| - | -------------- | --- | ----- | ------ | ----- |
| 1 | Canadá         | 4   | 2     | 1      | 7     |
| 2 | Argentina      | 2   | 2     | 0      | 4     |
| 3 | Estados Unidos | 1   | 2     | 3      | 6     |
| 4 | Chile          | 0   | 1     | 0      | 1     |
| 5 | Brasil         | 0   | 0     | 2      | 2     |
| 6 | Colombia       | 0   | 0     | 1      | 1     |